# Sandecja Nowy Sącz
Sandecja Nowy Sącz, volledige naam Miejski Klub Sportowy Sandecja Nowy Sącz, is een voetbalclub uit de Poolse stad Nowy Sącz. De club is opgericht in 1910 en heeft de clubkleuren wit en zwart.

## Externe links

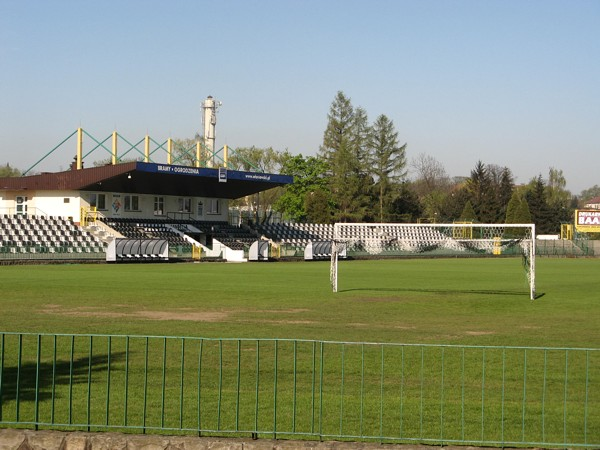
Het Nowy Sacz Sandecja stadion

## Erelijst
- Winnaar I liga in 2016/17

## Bekende (oud-)spelers
- Dawid Janczyk
- Piotr Świerczewski